# مخیتار زاخاریان
مخیتار وانویی زاخاریان ( روسی: Михитар Ваноевич Захарян؛ زادهٔ ۶ فوریهٔ ۱۹۹۱) بازیکن فوتبال در پست هافبک ارمنی‌تبار اهل روسیه است.

## باشگاهی
از باشگاه‌هایی که در آن بازی کرده‌است می‌توان به باشگاه فوتبال سوکول ساراتوف اشاره کرد.